# Dichodontus crassus
Dichodontus crassus är en skalbaggsart som beskrevs av Silvestre 2001. Dichodontus crassus ingår i släktet Dichodontus och familjen Dynastidae. Inga underarter finns listade i Catalogue of Life.